# 宗神社
宗神社（そうじんじゃ）は、京都府南丹市八木町屋賀にある神社。旧称は宗社大明神または宗社。式内社参考地で、丹波国総社推定地。

## 祭神
- 天児屋根命 （あめのこやねのみこと）

## 歴史
神社のある南丹市八木町屋賀は、丹波国府推定地の1つである（「丹波国#国内の施設」も参照）。この説の中で、宗神社は総社であったと考えられている。
また『延喜式神名帳』に記載された「丹波国桑田郡 三縣（みあかた）神社」の比定地がなく、当社ではないかと推測されている。

## 境内
境内は屋賀の集落の南部に位置する。集落に向かって本殿が北面する北面神社である。
- 本殿 - 寛永15年（1638年）建立

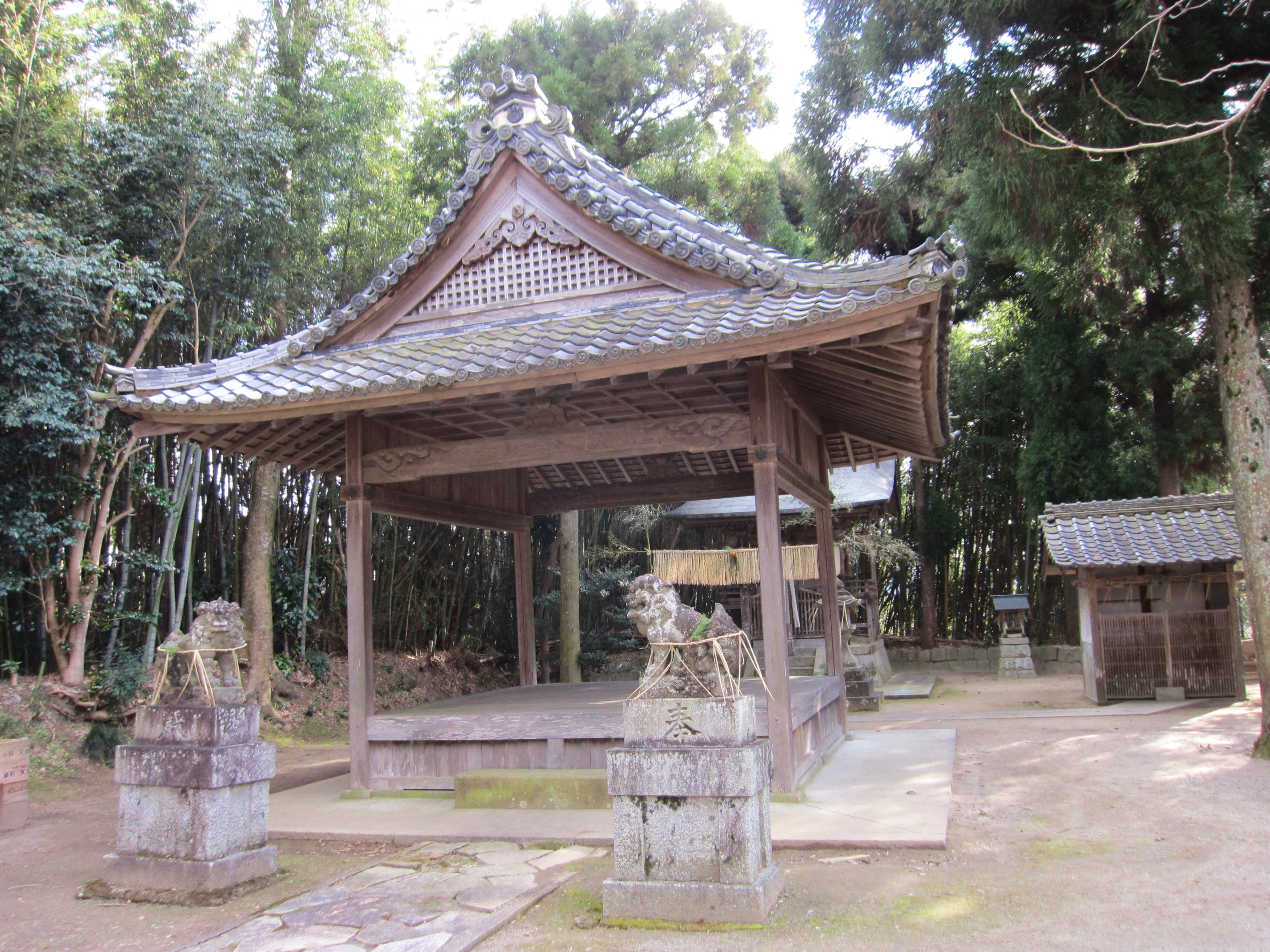
拝殿
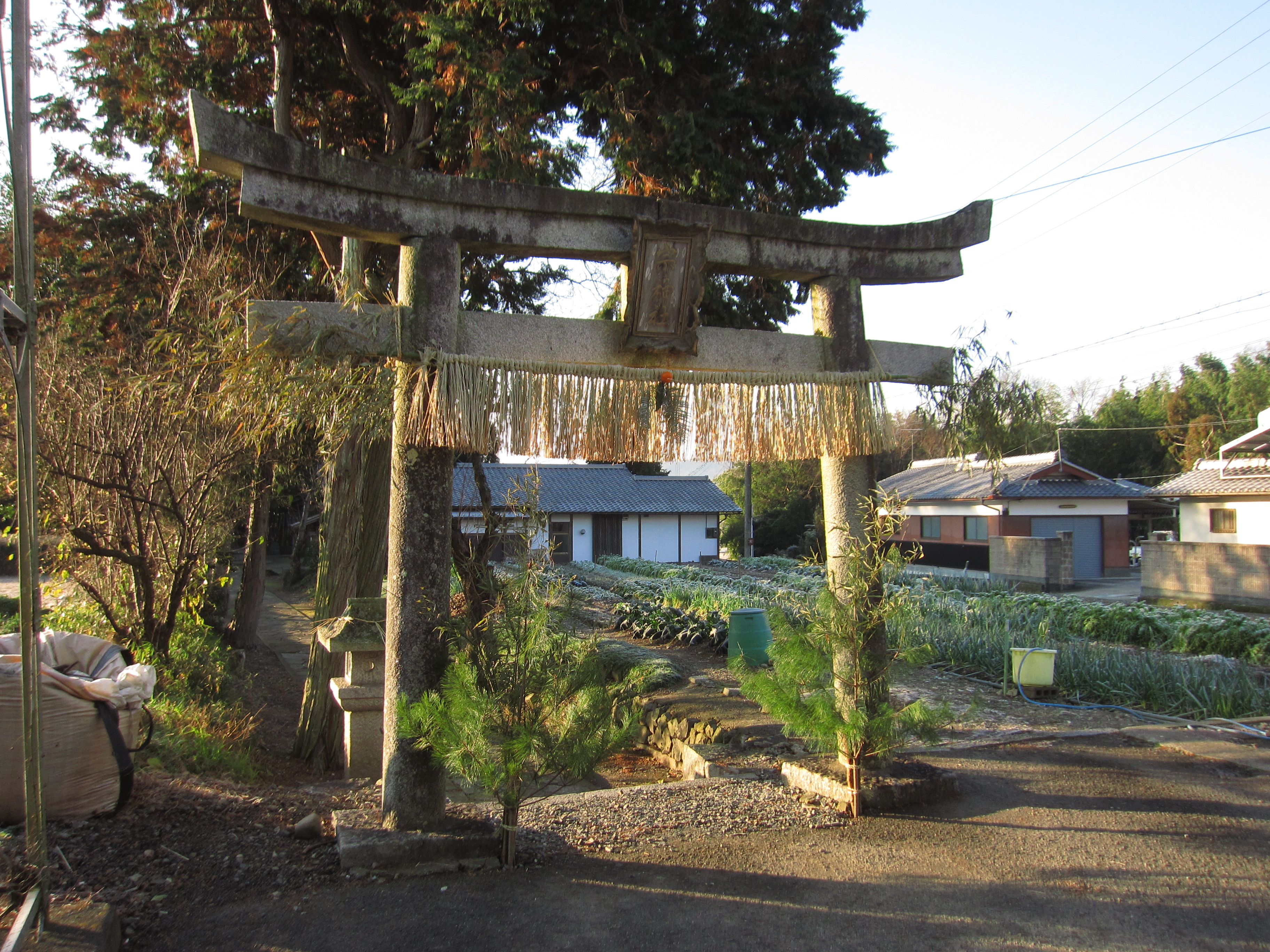
鳥居

## 摂末社
- 三輪大神神社 - 祭神：大物主命。昭和33年創建

## 現地情報
所在地
- 京都府南丹市八木町屋賀南永寿34

交通アクセス
- JR西日本嵯峨野線 八木駅または千代川駅から、車で約10分

周辺
- 出雲大神宮 - 丹波国一宮
- 丹波国分寺
- 千歳車塚古墳